# آمویه
آمویه یا آمو یا آمل شهری بود در آسیای میانه و نباید آن را با شهر آمل در استان مازندران اشتباه کرد. نام کنونی آن چهارجو یا چهارجوی است. برای تشخیص آن از آمل مازندران آن را یا آمل زَم یا آمل جیحون یا آمل الشط می‌خواندند. اسم این آمل مانند آمل مازندران محتملاً با نام قوم مارد یا قوم آمارد مرتبط است. آماردها، به گفتهٔ ریچارد فرای، آملی کورت و کریستوفر برونر، قومی آریایی و سکایی بوده‌اند، و نام شهر امروزی آمل مازندران برمی‌گردد به زندگی آنان در آن گستره. همچنین آن که دو آمل، یکی در مازندران و دیگری در آمودریا، جای داشته‌اند و ریچارد فرای این را دلیلی احتمالی بر مهاجرت شاخه ای از این قوم دانسته‌است.
آمویه سابقاً جزئی از ایالت خراسان بزرگ بود و با آنکه از همه طرف آن را بیابان احاطه کرده‌بود، سابقاً به عنوان محل تقاطع راه‌هایی که خراسان را به ماوراءالنهر و خیوه متصل می‌کرد، مرکز مهمی به لحاظ بازرگانی کاروانی بود. امروزه آمویه یا آمل چهارجوی یا ترکمن‌آباد نامیده می‌شود و در جنوب شرقی ترکمنستان (توران قدیم) و به فاصلهٔ ۵ کیلومتری ساحل چپ آمودریا قرار دارد. نام جدید چهارجوی وابسته به گذر مهمی از جیحون است که با این شهر چندان فاصله‌ای ندارد. اکنون چهارجوی با راه‌آهن از مغرب به مرو و کراسنوودسک و از شمال شرقی به بخارا و سمرقند و تاشکند مربوط است.